# ESS 3100形電気機関車
ESS 3100形電気機関車（インドネシア語：Lokomotif listrik ESS 3100）は、かつてインドネシアのジャカルタとボゴールとの間で使われていた電気機関車である。ドイツのAEG社で1924年に製作され、ESS 3101～ESS 3103号機の三両が導入された。インドネシアが植民地であった時代から1960年代後半まで用いられた。

## 概要
インドネシアの鉄道網の電化工事は、1923年から行われており、1925年にタンジュンプリオクからミースターコルネリス (現在のジャティネガラ駅) 線で初めて直流1500Vの架空電車線方式による運用が開始された。当時バタビア（現在のジャカルタ）の電気鉄道の施設・インフラ・運行は、Staatsspoorwegen (SS) 社の子会社である Elektrische Staatsspoorwegen (ESS) 社によって行われていた。 ESSは当形式に加えて、SLM社製の3000形、Werkspoor社製の3200形、buatan Borsig製の3300形、Werkspoor社製の360V直流バッテリー機関車である4000形などの多くの電気機関車を保有していた。
将来の山岳路線の電化のためのプロトタイプとして使用され、スイスの山岳区間で使用される機関車に似ていることから、ザンクトゴッタルド（St. Gotthard）とも呼ばれていた。
当初は、タンジュンプリオク＝ミースターコルネリス線の運行のみ使用されていたが、1930年に現在のボゴール線であるデポックとブイテンゾルグ (現在のボゴール) まで電化区間が延長されると当路線の運行も担当した。 日本によるインドネシア占領中には機関車の全形式名が変更され、形式番号から最初の一桁を削除し三桁となった。例として「3101号機」は、「101号機」へ改称される。1960年代後半には定期運行を行っていなかったと推定される。  ESS 3100形は全車両が廃車となり1両も保存されなかった。